# 1947 en droit
Cet article présente les faits marquants de l'année 1947 en droit.

## Événements

### Novembre
- 29 novembre : le plan de partage de la Palestine, élaboré par l’UNSCOP, est approuvé par l’Assemblée générale de l’ONU, à New York, (résolution 181). Ce plan prévoit la partition de la Palestine en trois entités, avec la création d’un État juif et d’un État arabe, Jérusalem et sa proche banlieue étant placées sous contrôle international en tant que corpus separatum.

### Août
- 9 décembre 1946 au 20 août : procès des médecins, le premier de la série des Procès de Nuremberg. Ce procès est à l'origine du Code de Nuremberg qui pose les bases de la bioéthique.

## Naissances
- 9 février : Carla Del Ponte, magistrate suisse originaire du Tessin.
- 22 août à Château-Thierry (Aisne) : Yves Bot, magistrat et actuel procureur général de la cour d'appel de Paris.
- 3 novembre : Santi Romano, juriste et professeur de droit italien (° 31 janvier 1875).